# Lourdes Ramos Rivero
Lourdes Ramos Rivero (Madrid, 16 de febrero de 1968) es una investigadora química española especializada en química analítica. En 2016, fue reconocida como una de las 50 mujeres más influyentes en Química Analítica por la revista estadounidense The Analitycal Science.

## Trayectoria
Se licenció en 1991 en Ciencias Químicas por la Universidad Autónoma de Madrid (UAM) y se doctoró en la misma universidad en 1997 con una tesis sobre productos lácteos y compuestos organoclorados.
Trabajó en el Centro de Tecnología de los Alimentos de la Universidad de Alcalá de Henares antes de un postdoctorado de dos años en el departamento de Analytical Chemistry and Applied Spectrosocpy (ACAS) de Free University en Ámsterdam, Holanda. En 2001 comenzó su trabajo como investigadora científica en el departamento de Análisis Instrumental y Química Ambiental del Instituto de Química Orgánica del CSIC.
Ha participado en más de 95 publicaciones académicas y capítulos de libros especializados.
Su trabajo se ha centrado en los nuevos métodos miniaturizados de preparación de muestra para la determinación de microcontaminantes orgánicos en alimentos y muestras ambientales complejas. Una de sus últimas investigaciones gira en torno a la migración de nanopartículas de plata que se desprenden de los envases comerciales y se adhieren a los propios alimentos, así como en la identificación y caracterización de nuevos contaminantes.

## Reconocimientos
El 19 de octubre de 2016, la revista The Analitycal Science publicó su lista con las 50 científicas más influyentes en el área de la química analítica. Esta lista la integran mujeres tanto del mundo académico como industrial.
Junto a Ramos, entre las 50 mujeres elegidas por el jurado estaban dos investigadoras españolas más: Elena Ibáñez Ezequiel y Coral Barbas.